# Герб Ярославської області

Герб Ярославської області

Герб Ярославської області є символом Ярославської області, прийнято 27 лютого 2001 року.

## Опис
Герб Ярославської області являє собою поміщеного в золотому щиті чорного здибленого ведмедя, що тримає лівою передньою лапою на лівому плечі срібну сокиру із червленим (червоним) ратищем. Щит вінчає ярославська князівська шапка, відповідна до узаконення 1730 року.

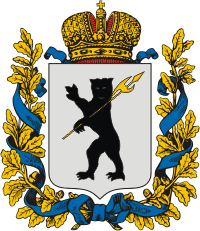
Герб Ярославської губернії